# Benedek Virág
Pour les articles homonymes, voir Virag.
Dans le nom hongrois Virág Benedek, le nom de famille précède le prénom, mais cet article utilise l’ordre habituel en français Benedek Virág, où le prénom précède le nom.
Benedek Virág ([ˈbɛnɛdɛk], [ˈviɾaːg]), né Ádám Ignác Virág en 1752 à Dióskál et décédé le 25 janvier 1830 à Buda, était un poète hongrois. 